# Франк Гери
Франк О. Гери (на английски: Frank O. Gehry) е канадско-американски архитект и дизайнер от еврейски произход. Представител на деконструктивизма в архитектурата.

## Биография
Роден е на 28 февруари 1929 г. в Торонто, Канада в семейството на Ирвинг и Телма Голдберг, от полско-еврейски произход. Истинското му име е Ефраим Голдбърг. Следва архитектура в Южнокалифорнийския университет в Лос Анджелис (1949-1951) и градоустройство в Харвард (1956-1957). Той е водещ архитект в „Франк О. Гери & сие, Инк.“, Лос Анджелис. Получава престижната архитектурна награда „Прицкер“ (на английски: Pritzker) през 1989 г. Носител е и на Наградата на принца на Астурия за 2014 година.
Първата му съпруга Анита, недоволна от фамилното му име, му предлага през 1954 г. да приеме не толкова еврейска фамилия Гери, което той прави незабавно. През 1962 г.  има собствено архитектурно бюро „Гери партнерс“. По време на първия си брак има две дъщери. През 1975 г. се жени за панамката Берта Изабел Аквилера С нея имат двама сина. След раждането на първия му син се местят да живеят в голяма къща от 20-те години на 20. век. Съпругата му го окуражава да разшири и преобразува къщата (в която живеят все още) по своите представи. През 1980 г сградата е отличена от Американския институт на архитектите на английски: American Institute of Architects (AIA) 

## Творчество
В началото на кариерата си строи конвенционални сгради, но през 60-те години полага начало на специфичния си, впечатляващ стил с екстравагантни извити форми, разчупена геометрия и нестандартни плоскости. Едни от най-известните сгради на Гери са Калифорнийският аерокосмически музей в Лос Анджелис, Дисни фестивал, Марн-ла-Вале, Франция, музеят Гугенхайм в Билбао, „Танцуващата къща“ (Tančicí dům) в Прага, музеят на попмузиката – проект „Преживей музиката“ в Сиатъл.

## Галерия
- Лаборатория „Бенинг“, Университет на Айова, САЩ (1992)
- Скулптура на риба на входа на „Port Olímpic“, Олимпийско селце, Барселона, Каталония, Испания (1992)
- Музей „Фредерик Вайсман“, Минеаполис, САЩ (1993)
- „Танцуващата къща“ (Tančicí dům) в Прага, Чехия (1995)
- Музей „Гугенхайм“ в Билбао, Испания (1997)
- Neuer Zollhof, Дюселдорф, Германия (1998)
- Център за молекулярна биология „Вонц“, Университет на Синсинати, САЩ (1999)
- Музей „Experience Music Project“, Сиатъл, САЩ (2000)
- „Гери Тауър“, Хановер, Германия (2001)
- Училище по мениджмънт „Уедърхед“, Университет Уестърн Ризърв, Кливланд, Охайо, САЩ (2002)
- „Уолт Дисни Концерт Хол“, Лос Анджелис, САЩ (2003)
- Център „Стата“, MIT, САЩ (2004)
- Хотел „Marqués de Riscal“ в Елциего, Испания (2006)
- „IAC“, Ню Йорк, САЩ (2007)
- Художествена галерия на Онтарио в Торонто, Канада (2008)
- Клиника „Лу Руво“, Лас Вегас, САЩ (2010)
- Галерия на африканското американско изкуство, Билокси, окръг Харисън, Мисисипи, САЩ (2010)
- „Dr Chau Chak Wing“, Университет по технология, Сидни, Австралия (2014)